# 今井翼
今井翼（1981年10月17日—）為日本藝人及歌手。暱稱283（日文TSUBASA的諧音）。曾為傑尼斯事務所旗下已解散的雙人組偶像團體「瀧與翼」成員，現所屬經紀公司為松竹娛樂。

## 事略
- 1981年10月17日日本神奈川縣藤澤市出生[1]。其上有一姐。
- 1995年被屬TOKIO迷的姊姊推薦加入傑尼斯事務所。並於甄試會上認識搭檔瀧澤秀明[2]。
- 1995年4月23日入社成為Johnny's Jr。因面試時社長Johnny對他跳舞的讚賞，今井翼開始對跳舞產生興趣。
- 1995年5月5日與瀧澤秀明首次於近畿小子演唱會中伴舞。
- 1995年7月，今井翼初中一年級在入事務所兩，三個月後，被社長安排上演唱課程，在"Idol on Stage"上表演solo曲 《Give it to me》[3]。
- 2002年1月16日與瀧澤秀明及櫻井翔迎來了20歲的成人式，出席的立會人為V6的坂本昌行[4]。
- 2002年8月1日與瀧澤秀明組成偶像團體—「瀧與翼」CD出道發表。跟KinKi Kids一樣，瀧與翼 直屬喜多川管理。
- 2002年9月11日以「瀧與翼」正式出道。個人出道曲《Get Down》。由於身段和出色的舞姿，被譽為"腰間棲息著魔物”（「腰に魔物がすむ」）[5] 。
- 2004年5月8日受邀來台擔任金曲獎的頒獎嘉賓，並首度在台灣舉辦握手會。
- 2005年12月，今井翼彩排過程中左腳骨折，忍痛完成了公演，相方瀧澤秀明在公演中擔任特別嘉賓出席。之後繼續堅持參加了傑尼斯跨年演唱會。原定於2006年2月由今井翼出演的舞台劇shock由於其骨折需要專心治療，改由替角錦戶亮出演，同年3月復出參演。
- 2007年8月18日、8月19日與瀧澤秀明共同主持日本電視台（NTV）第三十屆的24小時電視：愛心救地球。
- 2008年1月23日為近藤真彥先生親自指明的新歌「覺醒吧！野性」舞蹈編排 。[2008年1月10日 (翼之一片)]
- 2008年6月4日在西武巨蛋擔任棒球活動的開球嘉賓。
- 2010年2月24日發行首張個人單曲《BACKBORN》。
- 2010年7月9-8月22 擔任座長 （主演） 出演舞台劇「PLAYZONE 2010 ROAD TO PLAYZONE」，此後一直擔任PLAYZONE 舞台劇的座長到2015年
- 2011年3月31日-9月22日參與NHK教育台『EURO24(テレビでスペイン語)』的出演，擔任西班語教學指導員。節目隔年2012年10月4日-2013年3月21日再次播放。
- 2012年6月14日開始擔任日本世界之初的西班牙文化特使。
- 2012年8月25日在橫濱體育館擔任棒球活動的開球嘉賓。
- 2012年12月參與澳洲知名舞團「BURN THE FLOOR Around the World Tour 2012」的日本2012巡迴演出[6]，為該舞團的首位日本特約舞者。
- 2013年4月3日參與日本電視台(NTV)的『笑ってコラえて！3時間スペシャル』演出，參與學習佛郎明哥舞蹈的特別企劃。
- 2013年4月26日去日本大學國際關係系擔任特別西班牙語教學的一日講師，為傑尼斯事務旗下藝人中，所首位進入校園教書的藝人[7]。
- 2013年5月21日出席日本駐西本牙大使館的「日西交流400周年紀念開幕」的活動[8]。
- 2013年6月11日，在日本皇太子夫婦訪西班牙期間，於馬德里的國家藝術劇院裡，擔任日西交流400周年開幕紀念音樂會的能劇表演者，飾演支倉常長的角色。其中台下觀劇者有日本皇太子與西班牙皇室Felipe王子夫婦。演出之後，並與皇太子和Felipe王子懇談[9]。
- 2013年6月12日與日本皇子一起參訪馬德里的國立美術館的「支倉常長時代文物展」特展。
- 2013年9月17日擔任日西交流400周年的西班牙親善大使[10]。
- 2014年5月參與澳洲知名舞團「Burn the Floor Dance with You」的日本2012巡迴演出[6]
- 2014年11月6日今井翼因身體不適被緊急送進醫院，自一星期前就出現非常嚴重的暈眩症，這幾天連好好站立都無法，評估後決定趕快送醫。過去今井翼曾罹患「突發性聽覺異常」的疾病，該病症會導致「無預警的突然聽不到聲音」。當日晚間由搭檔瀧澤秀明代替主持SOLO廣播節目《今井翼to base》，今井翼在東京住院檢查。
- 2014年11月12日被診斷為美尼爾氏綜合症，被迫暫停演藝活動，音樂節目和廣播節目演出取消。
- 2014年12月「頂級雙珍 瀧與翼2014年巡迴演唱會（Two Tops Treasure Tackey&Tsubasa Tour 2014）」正式舉行。由於今井翼身體出現問題，最終瀧澤秀明一人全程出演到最後完。演唱會開始全體成員就向觀眾道歉並說明情況，演出全程保留今井翼燈光、舞台站位、聲音由錄音音源代替，今井翼本人於2014年12月14日 演唱會最後一場安可環節登場。
- 2014年12月18日 在《今井翼的to base》廣播節目中回歸。
- 2014年12月31日 在傑尼斯跨年晚會上演出宣布及恢復藝能活動。
- 2015年1月6日至1月22日 擔任座長出演了「★さようなら！～青山劇場★PLAYZONE 30YEARS★1232公演」( 東京・青山劇場）[11]
- 2015年2月，完成PLAYZONE公演後今井翼梅尼爾氏症再復發[12]。
- 2018年3月22日，今井翼廣播節目《今井翼的to base》節目結束[13]，網站上發表了“今井翼身體不適需專心治療”的消息。
- 2018年3月29日，因梅尼爾氏症病情惡化，醫師已建議停止藝能活動，因此事務所宣布今井翼因病治療無限期休養。同年9月13日，因梅尼爾氏症病情仍未好轉，與搭檔瀧澤秀明透過傑尼斯事務所官方網站宣布「瀧與翼」解散[14]。並且以調養身體健康為理由退出傑尼斯事務所。
- 2018年12月29日，朝日電視臺60周年特別節目8時J大同窗會[15], 今井翼在最後5分鐘以特別嘉賓出演，以「瀧與翼」再度登場，演出《VENUS》及 《愛寶物》兩首名曲。
- 2018年12月5日，Johnny事務所官網宣布「瀧與翼」將參與31日的傑尼斯跨年演唱會[16]。當時今井翼已經是已退社的社員，以前社員身份參加J家的活動是特例，前所未有。
- 2018年12月31日，以特例身份出演傑尼斯跨年演唱會2018-2019 。在最後9分鐘演唱了《Real Dx》, 《Venus》, 《夢物語》三首歌曲[17]。2019年1月2日，收視公佈，於11:45pm時段以後，收視是歴代最高15.5%。[18]。
- 2019年11月7日，個人官方Instagram啟用[19]。
- 2019年11月25日，舞台復歸發表，出演2020年2月片岡愛之助《システィーナ歌舞伎》[20]，門票發售當日5分鐘售罄。
- 2020年4月1日，加入松竹娛樂（日语：松竹エンタテインメント），成為旗下藝人[21]。

## 演出作品

### 電視劇
- 1995年10月19日～1996年9月12日於富士電視台(CX)《木曜的怪談～怪奇倶楽部～（小學生編、中學生編）》中飾配角—青木圭太。
- 1996年10月17日～11月28日於富士電視台(CX)《木曜的怪談～怪奇倶楽部～（學校的七不思議編）》中飾配角—青木圭太。
- 1997年1月9日～4月2日於富士電視台(CX)《木曜的怪談～時空怪談～》中客串—ガク。
- 1997年4月16日～4月30日於日本電視台(NTV)《TOO YOUNG!!》中飾配角—和也。
- 1998年4月13日～6月29日於富士電視台(CX)《手足情深》中飾配角—藤原真雄(三男)。
- 1999年4月9日～2000年9月29日於朝日放送(ABC)《J家的叛亂》中飾配角—城之内翼(次男)。
- 1999年7月4日～9月26日於日本電視台(NTV)《怖い日曜日》第4話〔8月1日〕中飾主角。
- 1999年9月19日～12月12日於日本放送協會(NHK)《元祿繚亂》中飾配角－矢頭右衛門七（日语：矢頭教兼）。
- 1999年10月3日～12月26日於日本電視台(NTV)《怖い日曜日～新章～》第1、5、8、9、12話中飾主角。
- 2000年7月7日～9月15日於東京放送(TBS)《夏之雪》中飾配角—末次弘人。
- 2001年7月6日～9月14日於東京放送(TBS)《NEVER LAND》中飾主角—菱川美國。
- 2001年10月16日～11月13日於富士電視台(CX)《少年タイヤ—『熱海殺人事件』》中飾配角－警官。
- 2003年1月15日～3月19日於日本電視台(NTV)《最後的律師》中飾配角—赤倉俊哉。
- 2004年9月16日～10月13日於富士電視台(CX)《劇團演技者—『ストリップ』》中擔任座長，飾主角—薮木公一。
- 2005年1月9日～12月11日於日本放送協會(NHK)《義經》飾配角－那須與一[22]。
- 2005年8月10日～9月7日於富士電視台(CX)《劇團演技者—『冬のユリゲラー』》中擔任座長，飾主角—筧。
- 2005年10月2日～10月6日於日本放送協會(NHK)《春與夏～遲遲未到的信～》中飾配角—高倉大和(春的孫子)。
- 2006年5月17日～6月14日於富士電視台(CX)《劇團演技者—『再見西湖君』》中擔任座長，飾主角—飯島ナオヤ。
- 2016年9月24日～2017年2月25日日本放送協會(NHK)《忠臣藏之戀》飾配角－淺野内匠頭。
- 2017年6月3日～2017年7月22日富士電視台(CX)《閣樓戀人》飾 瀬野樹[23]。
- 2020年6月14日日本放送協會(NHK)《麒麟來了》飾配角－毛利新介[24]。
- 2020年8月13日～讀賣電視台《おじさんはカワイイものがお好き。》《大叔喜歡可愛小玩意》飾 河合 ケンタ[25]。
- 2020年10月30日 NHK BS Premium BS時代劇 《赤ひげ3》 第2話 飾 正吉[26]。
- 2021年10月8日～ 於東京電視台電視劇25《おしゃ家ソムリエおしゃ子》(《時尚房子品評家時尚子2》)飾配角 保鏢 真鱈井宗[27]。
- 2022年1月14日～東京電視台《駐在刑事 Season3》飾社長 本郷俊介[28]。
- 2022年2月23日～東京電視台《星から来たあなた》(來自星星的你) 飾 M&F社長 宇和島雅哉  [29]。
- 2023年5月20日、6月17日 日本電視台《Dr.Chocolate》第5話、第9話 飾 結城鷹也[30]

### 特別劇
- 1998年12月28日於東京放送(TBS)《校長がかわれば学校がかわるⅡ》中飾主角—矢崎良太。
- 2000年4月13日於朝日電視台(ANB、EX)《手塚治虫劇場—琉在風中》中飾主角—明[31]。
- 2012年7月9日於TBS電視台《金子みすゞ物語〜みんなちがってみんないい〜》，飾男主角—上山正祐[32]。
- 2014年12月22日～23日於日本放送協會(NHK)《刀的下落 (ナイフの行方)》飾 峰岸次男[33]。

### 廣播節目
- 2003年7月10日開始每週四 24:00～24:30於文化放送(NCB)主持《翼的to base》[34]。
- 2007年12月24日～12月28日於文化放送(NCB)首次擔任聲優，於箱根長距離接力賽跑特別支援的連續5夜廣播劇《強風吹拂》(『箱根駅伝応援スペシャル～ ５夜連続ラジオドラマ｢風が強く吹いている｣』)中飾主角—蔵原走[35]。
- 2011年5月2日 MORNING STEPS「今井翼のGo! Go! Baystars」(FM ヨコハマ)每月登場[36]。
- 2020年4月23日 主持『文化放送ライオンズナイタースペシャル　復活！今井翼のto base』[37]
- 2021年7月7日～7月11日 主持「今井翼の履歴書ラジオ」グノシーにて(GUNOSY)[38]。

### 電視動畫配音
- 2018年4月8日 雷頓神秘偵探社 ～卡特莉的解謎事件簿～ 第1話（サイモン・ライト）

### 配音
- 2022年1月26日 「The Sandman」日語版 [39]

### 主持節目
- 2011年3月31日～9月22日 NHK教育台《EURO24(テレビでスペイン语》 担任西班语教学指导员[40]。
- 2020年4月25日～10月22日 CookpadTV期下cookpadLive 《マスターと語ろう！喫茶今井》 （4月25日，6月29日，8月22日，7月29日，9月19日，10月22日）[41] 。
- 2021年4月2日～9月24日 TBS 《With☆ベイスターズ2021》星期五深夜2:55放送 [42]。
- 2022年4月11日～5月16日 富士FOD『#休暇今井』[43] 。

### 廣告
- 1995年～1996年《世嘉公司 "Pri Fun"》
- 1996年～1998年《樂天 "無尾熊餅乾"、"クレープアイス"》
- 1998年《可爾必思 "nude"》
- 2003年～2005年《ハウス食品 "尖的圓錐形蛋捲"》
- 2006年《河合塾》
- 2008年《Namco "ファミリープロジェクト"（Wii遊戲軟體）》
- 2011年，2012年《日清拉麵達人》
- 2012年 《24h Cosme》
- 2012年 KFC 《プレミアムローストチキンサンド》
- 2014年 銀座ステファニー化粧品《プラセンタ100》
- 2021年1月 Mercedes-Benz Japan- 《MERCEDES-AMG GLA 35 4MATIC》[44]

### 品牌合作
- 2021年5月19日【STETSON×今井翼】帽[45]
- 2022年2月3日「YANUK」牛仔褲 [46]
- 2022年2月14日【今井翼×The Bear School Jackie】ALAS x JACKIE娃娃[47]

### 舞台
SHOCK系列
- 2000年11月2日～11月26日《MILLENNIUM SHOCK》。
- 2000年12月1日～2001年1月27日《SHOCK》。
- 2002年6月4日～6月28日《SHOCK》。
- 2004年2月6日～2月29日《Shocking SHOCK》。
- 2005年1月8日～2月28日《-endless- SHOCK》中飾演翼，與錦戸亮分飾一角。
- 2006年2月6日～3月29日《Endless SHOCK》中飾演翼，與錦戸亮分飾一角。

World's Wing系列
- 2007年8月4日～8月26日於大阪松竹座出演《World's Wing 翼 Premium 2007》。
- 2007年10月3日～10月28日於東京日生劇場出演《World's Wing 翼 Premium 2007》。
- 2008年8月6日～8月16日於大阪松竹座出演《World's Wing 翼 Premium 2008》。
- 2008年10月3日～10月28日於東京日生劇場出演《World's Wing 翼 Premium 2008》。

舞台劇
- 2009年7月3日～7月27日參演大地真央於東京新橋演舞場所主演的《Gabrielle Chanel（ガブリエル・シャネル）》，飾演香奈兒的戀人-亞瑟卡柏(Arthur Capel)。
- 2010年3月3日～3月28日參演大地真央於大阪松竹座所主演的《Gabrielle Chanel（ガブリエル・シャネル）》，飾演香奈兒的戀人-亞瑟卡柏(Arthur Capel)。
- 2013年秋 《再见了八月的大地》 飾 池田五郎。

PLAYZONE系列
- 2010年7月9日～8月22日主演《ROAD TO PLAYZONE》。
- 2011年7月8日～8月31日主演《PLAYZONE '11 SONG & DANC'N.》。
- 2012年7月8日～8月31日主演《PLAYZONE'12 SONG&DANC'N。PART Ⅱ。》。
- 2013年7月3日～8月10日主演《PLAYZONE'13 SONG&DANC'N。 PARTⅢ。》。
- 2014年1月6日～1月28日 主演 《PLAYZONE→IN NISSAY》 (日生劇場)。
- 2014年7月6日～8月9日 主演 《PLAYZONE1986…2014 ★ありがとう!〜青山劇場★》（青山劇場）。
- 2015年1月6日～22日 主演 《PLAYZONE2015さよなら!〜青山劇場 PLAYZONE 30YEARS 1232公演》（青山劇場)[48]。

BURN THE FLOOR系列
- 2012年12月5日～12月16日主演《バーン・ザ・フロア　Around the World Tour 2012》[49]。
- 2014年5月2日～5月2日18日《BURN THE FLOOR Dance with You》 [50]2014/5/2～5/7　東急シアターオーブ(東京), 2014/5/9～5/13　フェスティバルホール(大阪), 2014/5/16～5/18　名古屋国際会議場センチュリーホール(愛知)。

歌舞伎系列
- 2020年2月13日～16日 《システィーナ歌舞伎「NOBUNAGA」》(大塚国際美術館（徳島県・鳴門市）) 飾路易士·弗羅斯一角[51]。
- 2020年10月15日～18日 《「GOEMON  抄 プレミアムトーク」》 ( 大阪松竹座)[52]。
- 2021年10月5日～27日 《十月花形歌舞伎『GOEMON 石川五右衛門』》 ( 大阪松竹座)[53]。

西班牙舞蹈
- 2020年11月18日 《Golpe（ゴルペ）》 ( 埼玉県所沢市 ところざわサクラタウン ジャパンパビリオン ホールA廳) 特別演出[54]。
- 2021年4月8日～24日 《ミュージカル ゴヤ -GOYA-》  飾 畫家 弗朗西斯科·德戈亞 （フランシスコ・デ・ゴヤ）一角[55]。
- 2021年6月19日～27日  《Golpe（ゴルペ）》 特別演出[56]。（2021年6月19～20日、埼玉県所沢市 ところざわサクラタウン ジャパンパビリオン ホールA廳 / 6月22日、穂の国とよはし芸術劇場PLAT / 6月23日、北國新聞赤羽ホール / 6月26・27日、先斗町歌舞練場）

### 個人演唱會
- 2004年8月18日、8月25日 《翼魂》原宿新ビッグトップ舉行首次個人演唱會。
- 2005年9月17日～12月29日 《Tsubasa Imai 1st tour 23to24》 十個不同場地〔北海道厚生年金會館、Zepp Sendai、東京國際Forum・ホールA、新潟テルサ、長野市民会館、名古屋國際會議場・センチュリーホール、大阪フェスティバルホール、廣島厚生年金会館、福岡サンパレス、長崎ブリックホール〕舉行首次個人巡迴演唱會。
- 2006年8月12日～10月1日 《Tsubasa Imai "STYLE" 06》 七個不同場地〔Zepp Sapporo、Zepp Sendai、東京國際Forum・ホールA、名古屋國際會議場・センチュリーホール、大阪フェスティバルホール、廣島厚生年金会館、Zepp Fukuoka〕舉行個人巡迴演唱會。
- 2008年12月19日～12月25日《今井翼クリスマスコンサート2008 つばサンタ大阪限定ライブ かかってこいyaaaaa!》 大阪松竹座舉行個人演唱會。
- 2009年1月24日～4月5日 《☆Dance and Rock★ TSUBASA IMAI★Tour'09》公演。另於JCBホール舉行encore公演《TSUBASA IMAI ☆ENCORE in TOKYO★》赤坂BLITZ、SHIBUYA-AX、仙台サンプラザホール、岩手県民会館、福岡サンパレス、愛知縣藝術劇場、梅田藝術劇場メインホール、廣島ALSOKホール(廣島県立文化芸術ホール)、札幌市民ホール舉行。
- 2011年1月15日～2月6日《TSUBASA IMAI LHTOUR2011 Dance&Rock Third Floor ～DiVeIN to SExaLiVe》名古屋Zepp Nagoya、札幌市Zepp Sapporo、福岡Zepp Fukuoka、東京赤坂BLITZ、仙台Zepp Sendai、大阪森ノ宮ピロティホール舉行。
- 2012年1月21日～3月3日 《TSUBASA IMAI★★D&R★★4th Tour～!Vamos!ALA》 全國七所十公演，大阪・森ノ宮ピロティホール、札幌市・Zeep Sapporo、福岡市・Zeep Fukuoka、東京TOKYO DOME CITY HALL、沖繩・ミュージックタウン音市場、名古屋・Zeep Nagoya、廣島國際會議場。
- 2020年12月13日 《今井翼 Date with You》  ALA[s] Daytime/ ALA[s] night （Ace Hotel Kyoto エースホテル京都 2階 Bellview）。
- 2021年12月24日 《今井翼 Christmas Live「ありがとう藤沢」》 （神奈川県・藤沢市民会館 大禮堂）。

### LIVE
- 2011年1月1日 初日の出LIVE 2011 出演[57]

### 電影
- 1995年 《真情世界/鳄鱼波鞋走天涯》 日語配音 飾 德斯特
- 2018年 《終わった人》 飾 IT公司社長鈴木直人
- 2020年 《プラド美術館 驚異のコレクション》 日語旁述
- 2021年 《彼女が好きなものは》 飾 佐佐木誠
- 2021年 《キネマの神様》 飾 男演員 木村
- 2022年夏 《TELL ME ～hideと見た景色～》 飾 hide的弟弟・ヒロシ

## 音樂活動

### 單曲
- 2010年2月24日《BACKBORN》
- 2010年8月18日《ROAD TO PLAYZONE》

## 獲獎記錄
- 1999年5月4日於第2回日刊體育連續劇大賞以《手足情深》獲得最佳新人。

## 個人出版作品
- 影視作品：

- TSUBASA IMAI 翼魂 (DVD、VHS)，2005年2月發行。
- Tsubasa Imai 1st tour 23 to 24 (DVD)，2006年8月16日發行。
- ☆Dance and Rock★ TSUBASA IMAI Tour'09(DVD)，2009年8月15日發行。
- PLAYZONE 2010 ROAD TO PLAYZONE (DVD)，2010年11月10日發行。
- PLAYZONE '11 SONG & DAN'C(DVD)，2011年11月2日發行。
- TSUBASA IMAI LHTOUR 2011 Dance&Rock Third Floor ～DiVeIN to SExaLiVe(DVD)，2012年1月25發行。
- JOURNEY of DAISUKE MATSUI with TSUBASA IMAI, 2012年3月21日 發行。
- PLAYZONE'12 SONG&DANC'N PARTII(DVD)，2012年10月31日發行。
- 戲劇《金子みすゞ物語〜みんなちがってみんないい〜》(DVD)，2013年3月8日發行。
- PLAYZONE'13 SONG & DANC'N。PART III。(DVD)，2013年11月7日發行。
- PLAYZONE 1986・・・・2014★ありがとう!~青山劇場★，2014年11月26日發行。
- PLAYZONE 『★さよなら！～青山劇場★ PLAYZONE 30YEARS ★1232公演』，2015年7月1日發行。

- 音樂作品：

- MATCHY TRIBUTE25TH ANNIVERSERY(Album)-第5首：安塔露西亞的憧憬(東山紀之、赤坂晃、堂本光一、今井翼4人合唱)
- BACKBORN（页面存档备份，存于）/台版中文名：活出信念(Single)，2010年2月24日發行。
- PLAYZONE 2010 ROAD TO PLAYZONE-Original Soundtrack (Album)，2010年7月27日發行。
- ROAD TO PLAYZONE (Single)，2010年8月18日發行。
- PLAYZONE'11 SONG & DANC'N. -Original Soundtrack(Album)，2011年7月20日發行。
- PLAYZONE'12 SONG & DANC'N.PART II. -Original Soundtrack(Album)，2012年7月19日發行。
- PLAYZONE'13 SONG & DANC'N. PART III. -Original Soundtrack(Album)，2013年7月3日發行。

- 印刷出版

- 盛夏的少年「NEVER LAND」(寫真書，同本收入三宅健、生田斗真、村上信五、田中聖等人寫真)，2001年8月6日發行。
- 我的樂園(寫真書)，2010年5月30日發行。
- 翼の一片，雜誌《TVぴあ》的連載（2007年5月～2013年9月）　
- Naci para volar.，雜誌《月刊パセオフラメンコ》的連載（2013年7月～）
- ぼくの主翼，雜誌《ROLa》的連載（2013年8月～）
- Tsubasa Imai Dance Session｢&T｣，雜誌《Dance SQUARE》的連載（2016年 vol.14～2018年 vol.23 ）

## 外部鏈結
- 松竹娛樂 官網 （页面存档备份，存于）
- 今井翼 FANS CLUB 【ALAS 】官網 （页面存档备份，存于）
- 今井翼的Instagram帳戶
- Johnny's net (日文)
- タッキー＆翼 Avex Trax Official Website (日文)